# Asylum (album Disturbed)
Asylum è il quinto album in studio dei Disturbed, gruppo musicale alternative metal statunitense. Le tematiche rappresentate presero ispirazione da alcuni aspetti della vita del cantante David Draiman, mentre lo stile fece cambiare direzione alla carriera musicale della band, che si avvicinò all'heavy metal classico, rispetto ai precedenti album in cui lo stile non aveva mai subito una svolta definitiva.
Asylum venne pubblicato negli Stati Uniti il 31 agosto 2010 e debuttò alla posizione numero uno della classifica Billboard 200, avendo venduto approssimativamente, secondo i dati di Nielsen SoundScan, 179.000 copie. Con questo risultato diventò il quarto album consecutivo dei Disturbed ad aver debuttato al primo posto negli Stati Uniti. Sino ad allora le altre due rock band ad aver raggiunto un traguardo simile erano stati i Metallica e la Dave Matthews Band. Il 31 marzo 2011 Asylum venne certificato disco d'oro da parte della Recording Industry Association of America (RIAA).

## Sviluppo

### Fasi iniziali
In un'intervista nel novembre del 2008, David Draiman parlò brevemente a proposito del quinto album in studio della band, dichiarando che le tematiche sarebbero state oscure come nel loro disco precedente, Indestructible, se non più oscure. In un'intervista successiva, il batterista Mike Wengren e il bassista John Moyer dichiararono che, giudicando i sentimenti di Draiman negli ultimi anni della sua vita, il nuovo album dei Disturbed sarebbe stato aggressivo, arrabbiato e "vigoroso", ma musicalmente simile a Believe, il loro secondo album. Wengren disse inoltre che sarebbe stato probabilmente pubblicato in primavera o nell'estate del 2010.
In un'intervista con FaceCulture nel luglio del 2009, Draiman parlò di più riguardo al quinto album: «Un paio di riff con cui Danny se n'è venuto fuori sono veramente sorprendenti. Ma sono solo piccoli pezzi». Nell'aprile 2010 venne confermato che il titolo dell'album sarebbe stato Asylum.

### Incisione e produzione
Nel tardo 2009 iniziò la stesura dei testi delle canzoni e l'8 febbraio successivo venne annunciata l'entrata della band nello studio di registrazione a Chicago, in Illinois, per l'inizio della registrazione del loro quinto album, provvisoriamente programmato per essere messo in commercio nell'estate 2010. Il chitarrista Dan Donegan dichiarò che la band aveva scritto dalle 15 alle 18 canzoni. Il 20 aprile 2010, approssimativamente due mesi dopo essere entrati nello studio, i Disturbed annunciarono di aver finito la fase registrazione dell'album ed erano pronti ad iniziare il missaggio a Los Angeles. Come avevano fatto per il loro quarto lavoro, Indestructible, i Disturbed dichiararono che avevano prodotto da soli Asylum.

## Stile e tematiche dei testi
Il cantante David Draiman dichiarò in una prima intervista che voleva che Asylum, riguardo ai testi, fosse più oscuro rispetto a Indestructible; le tematiche dell'album furono ispirate da diversi eventi che avvennero nella sua vita in quegli anni. Draiman descrisse l'album come "ancora identificabile come un album dei Disturbed, ma mostrando più maturazione. Noi sentiamo che questo è il lavoro più forte che abbiamo mai messo insieme. Va decisamente a toccare aree familiari, ma con nuovi livelli di precisazione e qualità". Riguardo ai testi, Draiman aggiunse "i temi variano dal veramente personale ed introspettivo, al politico e provocativo".
In un'intervista con Music Vice, Dan Donegan disse: "Non stiamo sicuramente cercando di sventolare la bandiera, tutto quello che stiamo facendo è aumentare un poco la consapevolezza. Se ti fa pensare a ciò per un minuto e cambiare alcune delle piccole cose nella tua vita ancora meglio".
Inizialmente si credeva che la traccia Asylum sarebbe durata circa sette minuti e mezzo e considerata la prima traccia dell'album per la sua forma e l'intro strumentale, tuttavia essa fu divisa in due parti e dunque Remnants venne inserita come prima traccia del disco. La canzone Asylum tratta della perdita di un grande amore che porta alla pazzia. La parola "asylum", come spiega Draiman, ha un doppio significato: asylum (istituto psichiatrico) è classicamente noto come un manicomio, ma asylum (asilo politico) significa anche un posto sicuro, dove qualcuno può rifugiarsi".
Another Way to Die affronta il tema del riscaldamento globale e fu pubblicata come primo singolo dell'album il 15 giugno 2010.
Serpentine, una canzone intesa come "eterea e spaventosa" riguardo a un demone succubo femminile che "utilizza la sua sessualità per depredare le debolezze degli uomini". Nella stessa intervista, Draiman ha sottolineato gli aspetti tecnici delle canzoni con particolare attenzione alle canzoni che includono la sua voce, come quella di Wengren, Donegan e Moyer nello stesso momento, creando un'azione reciproca che Draiman descrisse come "voci di una gang". Draiman concluse l'intervista paragonando l'album nel suo insieme al film Il gladiatore per i suoi "momenti di sconfitta, momenti di trionfo... lotta... misticismo".
La canzone The Animal, prende spunto da diversi film, come Underworld e L'uomo lupo, e tratta del cambiamento di un individuo in un lupo mannaro a causa della luce della luna piena. La canzone The Infection è un'altra canzone sul rapporto di coppia che Draiman ha scritto, parlando della depressione che si prova dopo una rottura, trattandola come se fosse un'infezione, "qualcosa che ti divora dall'interno". Il brano si caratterizza per un riff di chitarra veloce con una voce melodica ed l'assolo chitarristico ha un suono orchestrato.
Nel numero di luglio 2010 della rivista Metal Hammer, Donegan parlò della traccia B-side Three: "C'è anche una canzone sui West Memphis Three... questi ragazzi provenienti da una città della Bible Belt furono giudicati colpevoli di omicidio solo perché si vestivano di nero e ascoltavano musica heavy metal, anche se non c'erano prove!"; la canzone venne in seguito inserita nella compilation di tracce bonus The Lost Children. Crucified è una canzone su una relazione di Draiman che è finita e parla della "disperazione che ti porta". Il brano Never Again è sull'olocausto nazista durante la seconda guerra mondiale. Fu menzionato una traccia B-side, titolata Mine, una canzone sulla religione come catalizzatore per la guerra. My Child riguarda Draiman che mette incinta una ex fidanzata, e dunque lui deve prepararsi per il figlio, ma la ragazza abortisce e perde il bambino nel primo trimestre. La traccia Innocence parla degli "avvocati corrotti ed i criminali che scelgono di difendere". Sacrifice riguarda i due lati di ciascuna persona e l'avvicinarsi gradualmente al lato oscuro, prendendo spunto da Lo strano caso del dottor Jekyll e del signor Hyde.
Una traccia B-side titolata Old Friend riguarda il programma televisivo Dexter, in particolare come il protagonista non abbia emozioni, il suo lato oscuro conosciuto come il passeggero oscuro che gli insegna il codice, un modo per incanalare la sua violenza verso le persone che meritano la morte, affermando come la morta è solo una sua "vecchia amica" ("old friend").

## Promozione e pubblicazione
Il 28 giugno 2010 i Disturbed rivelarono la copertina e la data di pubblicazione dell'album, il 31 agosto, tramite il loro sito ufficiale.
Il 15 luglio, i Disturbed resero disponibile gratuitamente la canzone Asylum tramite il loro sito ufficiale. Quattro giorni più tardi essa fu disponibile all'acquisto sull'iTunes Store. Annunciarono un'edizione deluxe dell'album solo per iTunes contenente due tracce bonus, Leave It Alone e I Still Haven't Found What I'm Looking For (cover degli U2), ed un codice per il download gratuito di Decade of Disturbed ed un'esclusiva versione limitata contenente il DVD  Decade of Disturbed ed altri gadget. Venne annunciato sul loro sito web che anche l'album nei negozi conterrà il nuovo DVD, un omaggio della band ai loro fan. Inoltre, tre canzoni (Asylum, Another Way to Die e The Animal) furono rese scaricabili per il videogioco Rock Band il 24 agosto, sette giorni prima della pubblicazione dell'album. In questo caso Asylum e Remnants sono uniti in un'unica canzone.
Il 9 agosto fu pubblicato su Internet il video del singolo Another Way to Die ed il 16 quello di Asylum, sul loro profilo di MySpace.
Dopo l'annuncio su Twitter, il 24 agosto Never Again fu liberamente scaricabile.
Per promuovere Asylum, la band ha capitanato l'Uproar Festival insieme ai gruppi Stone Sour, Hellyeah ed Avenged Sevenfold. Il tour partì da Minneapolis, in Minnesota, al Target Center il 17 agosto e finirà a Madison, in Wisconsin, all'Alliant Energy Center Memorial Coliseum il 4 ottobre.

## Tracce
Musiche di David Draiman, Mike Wengren, Dan Donegan e John Moyer.
1. Remnants – 2:43 (testo: Draiman, Wengren e Donegan)
2. Asylum – 4:35 (testo: Draiman, Wengren e Donegan)
3. The Infection – 4:08 (testo: Draiman, Wengren e Donegan)
4. Warrior – 3:24 (testo: Draiman, Wengren e Donegan)
5. Another Way to Die – 4:12 (testo: Draiman, Wengren e Donegan)
6. Never Again – 3:33 (testo: Draiman, Wengren e Donegan)
7. The Animal – 4:13 (testo: Draiman, Wengren e Donegan)
8. Crucified – 4:36 (testo: Draiman, Wengren e Donegan)
9. Serpentine – 4:09 (testo: Draiman, Wengren e Donegan)
10. My Child – 3:17 (testo: Draiman, Wengren e Donegan)
11. Sacrifice – 3:59 (testo: Draiman, Wengren e Donegan)
12. Innocence – 4:30 (testo: Draiman, Wengren e Donegan)
13. I Still Haven't Found What I'm Looking For – 5:27 (testo: Clayton, Evans, Hewson e Mullen) – traccia nascosta

Durata totale: 52:46
Edizione limitata
1. Down with the Sickness (Live) – 5:54 (testo: Draiman, Wengren, Donegan e Kmak)
2. Stricken (Live) – 4:16 (testo: Draiman, Wengren e Donegan)

Durata totale: 1:02:56
iTunes deluxe edition
1. Leave It Alone – 4:06 (testo: Draiman, Wengren e Donegan)
2. Down with the Sickness (Live) – 5:54 (testo: Draiman, Wengren e Donegan e Kmak)
3. Stricken (Live) – 4:16 (testo: Draiman, Wengren e Donegan)

Durata totale: 1:07:02
Edizione giapponese
1. Leave It Alone – 4:06 (testo: Draiman, Wengren e Donegan) – non inclusa nella lista tracce

Durata totale: 56:52

## Accoglienza
Asylum ha ricevuto generalmente recensioni favorevoli dai critici musicali, con un punteggio medio di 72 sul sito web Metacritic. James Zahn di Kick-Axe ha dato all'album un voto pari a 4 su 5, dichiarando "Ammetto che ho sempre rispettato i Disturbed come band, nonostante non mi sia mai considerato un fan. Asylum ha cambiato questa cosa".
Inoltre, dando all'album una recensione positiva, Merlin Alderslade di Rocksound dichiarò "Asylum non infiammerà il mondo, ma non è certamente monotono abbastanza da mandare qualcuno al manicomio".

## Date di pubblicazione
| Regione        | Data           | Etichetta distributrice | Formato              |
| -------------- | -------------- | ----------------------- | -------------------- |
| Australia      | 27 agosto 2010 | Warner Music Australia  | CD e musica digitale |
| Germania       | 27 agosto 2010 | Warner                  | CD e musica digitale |
| Regno Unito    | 30 agosto 2010 | Reprise Records         | CD e musica digitale |
| Resto d'Europa | 31 agosto 2010 | Reprise Records         | CD e musica digitale |
| Stati Uniti    | 31 agosto 2010 | Reprise Records         | CD e musica digitale |

## Formazione
- David Draiman – voce, voce secondaria, produttore
- Ben Turvey - chitarra, voce secondaria
- Dan Donegan – chitarra, elettronica, produttore
- John Moyer – basso elettrico, voce secondaria
- Mike Wengren – batteria, percussioni, voce secondaria, produttore

- Ted Jensen – mastering
- Neal Avron – missaggio
- Jeremy Parker – ingegnere del suono
- Nicolas Fournier – assistente missaggio
- Rob Gordon – A&R
- Nick Haussling – A&R
- Raymond Swanland – illustrazioni
- Donny Phillips – direzione artistica, design
- Travis Shinn – fotografia
- Ellen Wakayama – direzione artistica

## Posizioni in classifica
| Classifica                | Posizione |
| ------------------------- | --------- |
| U.S. Billboard 200        | 1         |
| Top Rock Albums           | 1         |
| Top Digital Albums        | 1         |
| Top Alternative Albums    | 1         |
| Top Hard Rock Albums      | 1         |
| Top Tastemaker Albums     | 1         |
| Billboard Canadian Albums | 2         |
| European Top 100 Albums   | 7         |
| German Albums Chart       | 4         |
| German LP-Downloads Chart | 4         |
| New Zealand Albums Chart  | 1         |
| FIMI                      | 57        |